# Guaraná (Aracruz)
Guaraná é um distrito do município de Aracruz, no Espírito Santo.

## História
As primeiras famílias começaram a se estabelecer por volta de 1898, quando quase toda a atual área do distrito pertencia ao governo. As pessoas chegavam, cultivavam, faziam requerimentos e tornavam-se donos das terras. A primeira família a chegar foi a de José Nunes.
Por volta de 1912 com a chegada de outras famílias começaram a aparecer as lavouras e a ocupação dos espaços, através dos desmatamentos. A partir de 1915 começam a chegar os italianos, dos quais a maioria da população é descendente, se destacando as famílias Frigini, Zamperlini, Rossoni, Pessotti, Dettogni, Bottoni, Scarpatti, Mantovani, Belotti, Pandolfi, Fracalossi, entre outras.
O distrito foi criado pela Lei Estadual n.º 762 de 25/11/1911 com o nome de Ribeirão, no então município de Riacho. Pelo Decreto Estadual n.º 1.209 de 16/05/1931, o município de Riacho é extinto, sendo seu território transferido para o município de Santa Cruz.
Pelo Decreto-Lei Estadual n.º 15.177 de 31/12/1943, a sede do município de Santa Cruz foi transferida para Aracruz, e o distrito de Ribeirão passou a denominar-se Guaraná.

### Toponímia
O nome Guaraná é em homenagem ao engenheiro Aristides Armínio Guaraná, que passou pelo distrito para a instalação da linha telegráfica, comandando vários operários que residiram no local por vários dias.

## Geografia

### Localização
Fica a 90 quilômetros da capital Vitória, às margens da rodovia BR-101, uma das maiores do país.

### População
Pelo Censo 2010 (IBGE) a população total do distrito era de 4 930 habitantes, e a população urbana era de 3 303 habitantes.

### Clima
O clima característico de Guaraná é tropical, quente e úmido. A chuva se distribui com regularidade, sendo forte tanto no inverno como no verão. A temperatura média anual está em torno de 34 graus.

## Atividades econômicas
Guaraná se destaca pela produção de arcos de violino, exportados para vários países, além de granito, pois possui três jazidas. Também produz café, inclusive exportando, através da Cooperativa Agrária Mista de Guaraná, fundada em 15 de junho de 1964.

## Cultura

### Festa da Imigração Italiana – Itália Unita
Anualmente no mês de julho acontece em Guaraná a Festa da Imigração Italiana – Itália Unita, que resgata a história da colonização italiana em Aracruz e promove ações de fortalecimento institucional da cultura local.
O evento é realizado pelo secretariado dos Imigrantes Friulanos de Aracruz, entidade que congrega os descendentes italianos. Na Itália Unita ocorrem apresentações culturais de grupos italianos, além da gastronomia, da famosa Carretela, que promete levar uma multidão às ruas da comunidade, e do desfile para escolha da Soberana Rainha e Princesas.

### Museu Italiano - Casa da Cultura Angélica Pandolfi
O Museu Italiano de Guaraná surgiu para resgatar a cultura italiana no município de Aracruz, que é o berço da imigração italiana no país, e o distrito de Guaraná é o reduto com maior número de descendentes italianos do município.
A Casa da Cultura Angélica Pandolfi tem o objetivo de preservar a história local com seu acervo doado por famílias locais de descendentes italianos, retratando a vida dos imigrantes que vieram para o local. Conta com exposição permanente, reproduzindo uma residência tradicional das famílias da região.